# Anamera densemaculata
Anamera densemaculata är en skalbaggsart som beskrevs av Stefan von Breuning 1940. Anamera densemaculata ingår i släktet Anamera och familjen långhorningar.
Artens utbredningsområde är Laos. Inga underarter finns listade i Catalogue of Life.